# Glyptopetalum tonkinense
Glyptopetalum tonkinense är en benvedsväxtart som beskrevs av Charles-Joseph Marie Pitard. Glyptopetalum tonkinense ingår i släktet Glyptopetalum och familjen Celastraceae. Inga underarter finns listade.